# Park Holyrood
Holyrood Park, także zwany Queen’s Park (Parkiem Królowej) lub King’s Park (Parkiem Króla) w zależności od płci obecnego monarchy albo upodobania, jest królewskim parkiem w centrum Edynburga, stolicy Szkocji, około mili na wschód od Edinburgh Castle. Znaleźć w nim można wzgórza, jeziora (ang. lochs) wąwozy, grzbiety, bazaltowe klify, jak również kolcolisty, składające się na wyjątkowo dziki krajobraz wyżynny rozpościerający się na 260 hektarach. Park związany jest z królewskim Pałacem Holyrood, a w przeszłości, od XII wieku, stanowił królewskie tereny łowieckie. Założony został w roku 1541, kiedy Jakub V otoczył kamiennym murem teren „circulit about Arthurs Sett, Salisborie and Duddingston craggis” – otaczający Górę Artura oraz urwiska Salisbury i Duddingston.
Park Holyrood jest dziś powszechnie dostępny. Arthur’s Seat, najwyższy punkt Edynburga, wznosi się w centrum parku, wraz z klifami Salisbury Crags od zachodu. Jeziora są trzy: St Margaret's Loch, Dunsapie Loch, a także Duddingston Loch. Nad St Margaret's Loch znajdują się ruiny Kaplicy Św. Antoniego (St Anthony's Chapel). Główna droga przez Park to Queen’s Drive, częściowo zamknięta dla ruchu motorowego w niedziele. Na terenie Parku biją naturalne źródła: Źródło Św. Małgorzaty (St Margaret's Well) i Źródło Św. Antoniego (St Anthony's Well). Park Holyrood położony jest na południowy wschód od Starego Miasta, Old Town, na obrzeżach centrum miasta, na południe od Abbeyhill i na zachód od Duddingston, na północny wschód od Pollock Halls of Residence Uniwersytetu Edynburskiego i na wschód od Dumbiedykes.

## Cechy przyrodnicze

### Arthur’s Seat

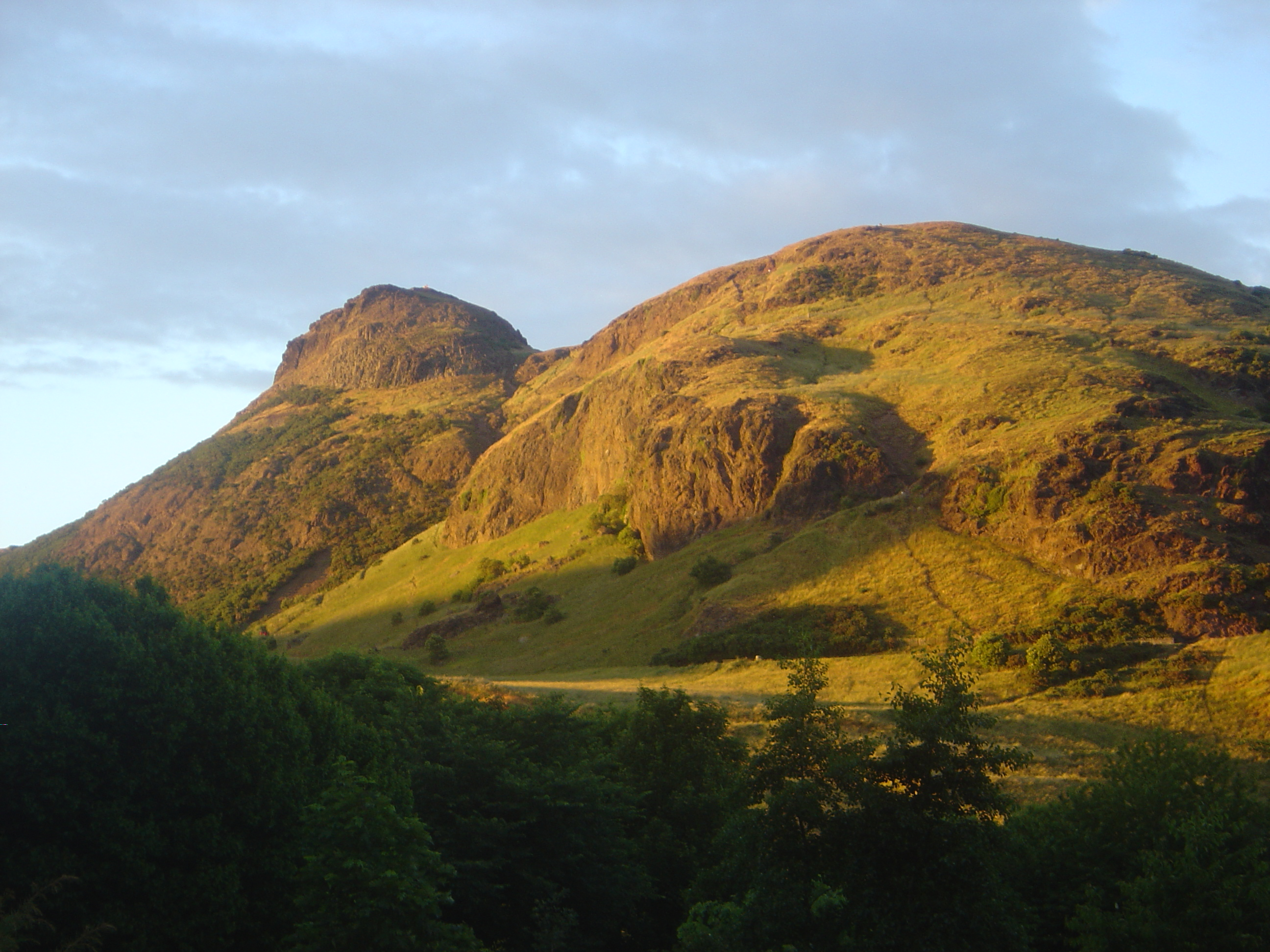
Arthur’s Seat w lekko pochmurny słoneczny wieczór

Arthur’s Seat, Góra Artura, jest głównym szczytem grupy wzgórz stanowiącej większość Parku Holyrood. Góra wznosi się ponad miastem na wysokości 251 metrów i dostarcza wspaniałych widoków. Jest łatwym do zdobycia popularnym celem spacerów. Mimo że może być zdobyta z prawie każdej strony, najłatwiejsze i najprostsze podejście to trawiasty wschodni stok, górujący nad Dunsapie Loch, małym sztucznym jeziorkiem pomiędzy Wzgórzem Dunsapie (Dunsapie Hill) i Górą Artura. Jeziorko zasilane jest wodą z Alnwickhill na południu miasta i jest miejscem często odwiedzanym, zamieszkałym przez kilka gatunków ptaków.

### Urwiska Salisbury

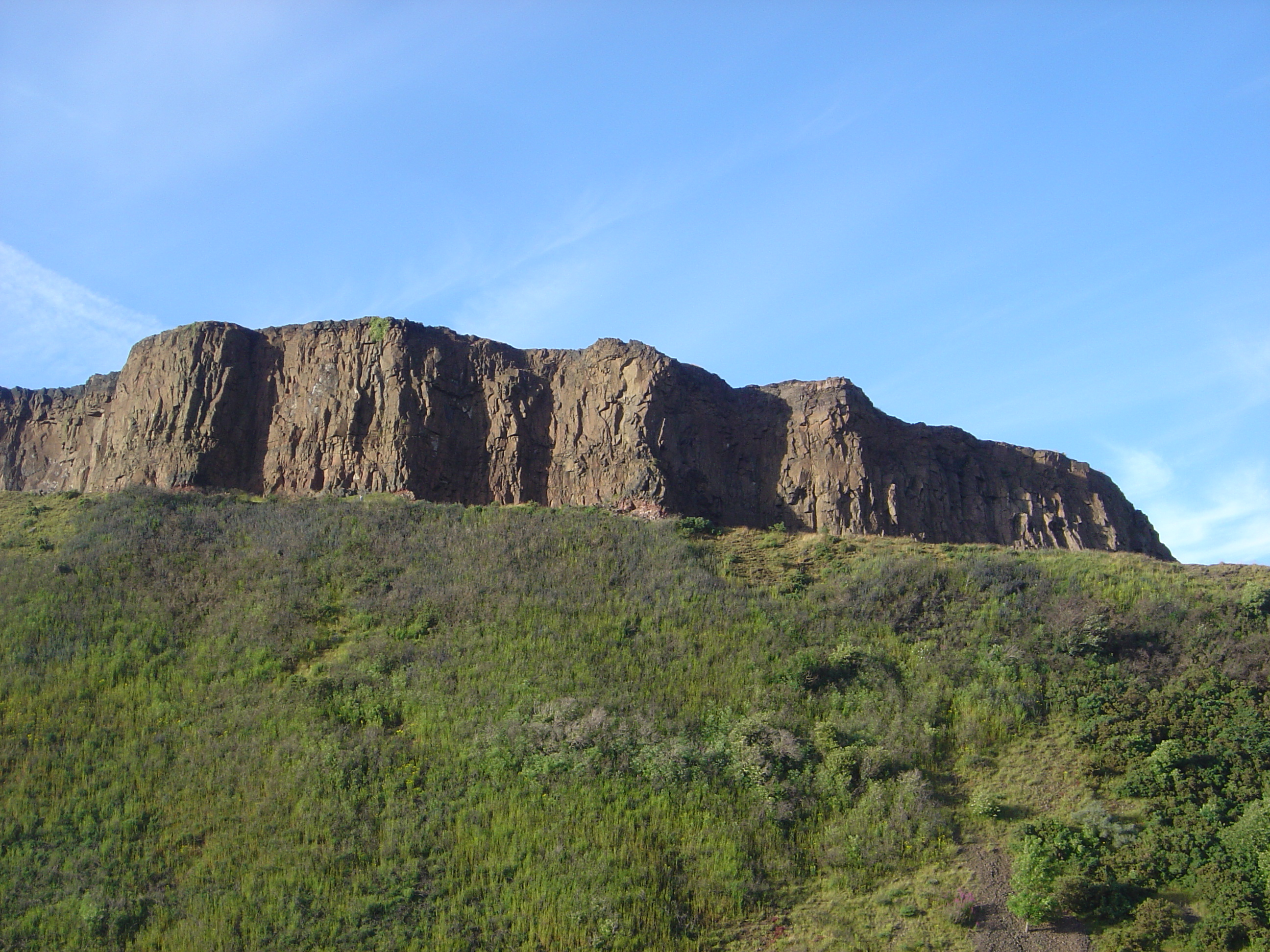
Widok na Salisbury Crags z Edinburgh University's Pollock Halls

Urwiska Salisbury (Salisbury Crags) to ciąg 46-metrowych klifów na pobocznym grzbiecie Góry Artura, wznoszący się pośrodku Parku Holyrood. U podnóża klifów biegnie ścieżka zwana Radical Road, poniżej której duży, spadzisty stok piargowy opada aż do parteru Parku Holyrood. Ścieżka ta otrzymała swą nazwę po tym, jak została utwardzona w następstwie Inzurekcji Szkockiej z 1820 r. (Radical War), przez tkaczy z zachodu Szkocji, za sugestią Waltera Scotta.
Kierując się zbieżnością nazw, Arnot wywiódł „Salisbury” od pierwszego hrabiego Salisbury, który towarzyszył Edwardowi III podczas jednej z jego inwazji na Szkocję. Grant uważając to za „czczą historyjkę” cytuje derywację Lorda Hailesa z anglo-saksońskiego o znaczeniu „waste or dry habitation” – jałowe, albo suche miejsce.
Klify zbudowane są z dolerytu i bazaltu kolumnowego, a ich ściany posiadają długą historię wspinaczki skalnej, sięgającą najwcześniejszych dni sportu, i owocnej w wiele tras wspinaczki tak tradycyjnej, jak i sportowej. Ostatnimi laty straż parku (poprzednio pod auspicjami Crown Estate, a obecnie Historic Scotland, po przejęciu zarządzania parkiem) stara się uregulować dostęp do klifów w celach wspinaczkowych. Obecnie aby móc się wspinać, należy poprosić o bezpłatne pozwolenie w centrum edukacyjnym na wschód od parku. Pewna aktywność wciąż ma miejsce, jednak przeważnie jest to raczej bouldering niż Wspinaczka klasyczna. Najlepsze miejsca znajdują się w dwóch kamieniołomach, jednak tylko w południowym wpinaczka jest aktualnie dozwolona.
W południowym kamieniołomie znajduje się The Black Wall, dobrze znany w edynburskim światku wspinaczkowym obiekt do sprawdzania umiejętności boulderowych. Najlepszą znaną trasą wspinaczkową na Salisbury Crags jest Cat Nick, albo Cat's Nick (Kocia Szczerba), przebiegająca w szczelinie skalnej nieopodal najwyższego punktu urwiska. Nazwa ta występuje na mapach i czasem ludzie myślą, że odnosi się ona do najwyższego punktu urwiska.

### Samson's Ribs
Samson's Ribs (Żebra Samsona) są formacją bazaltu kolumnowego.

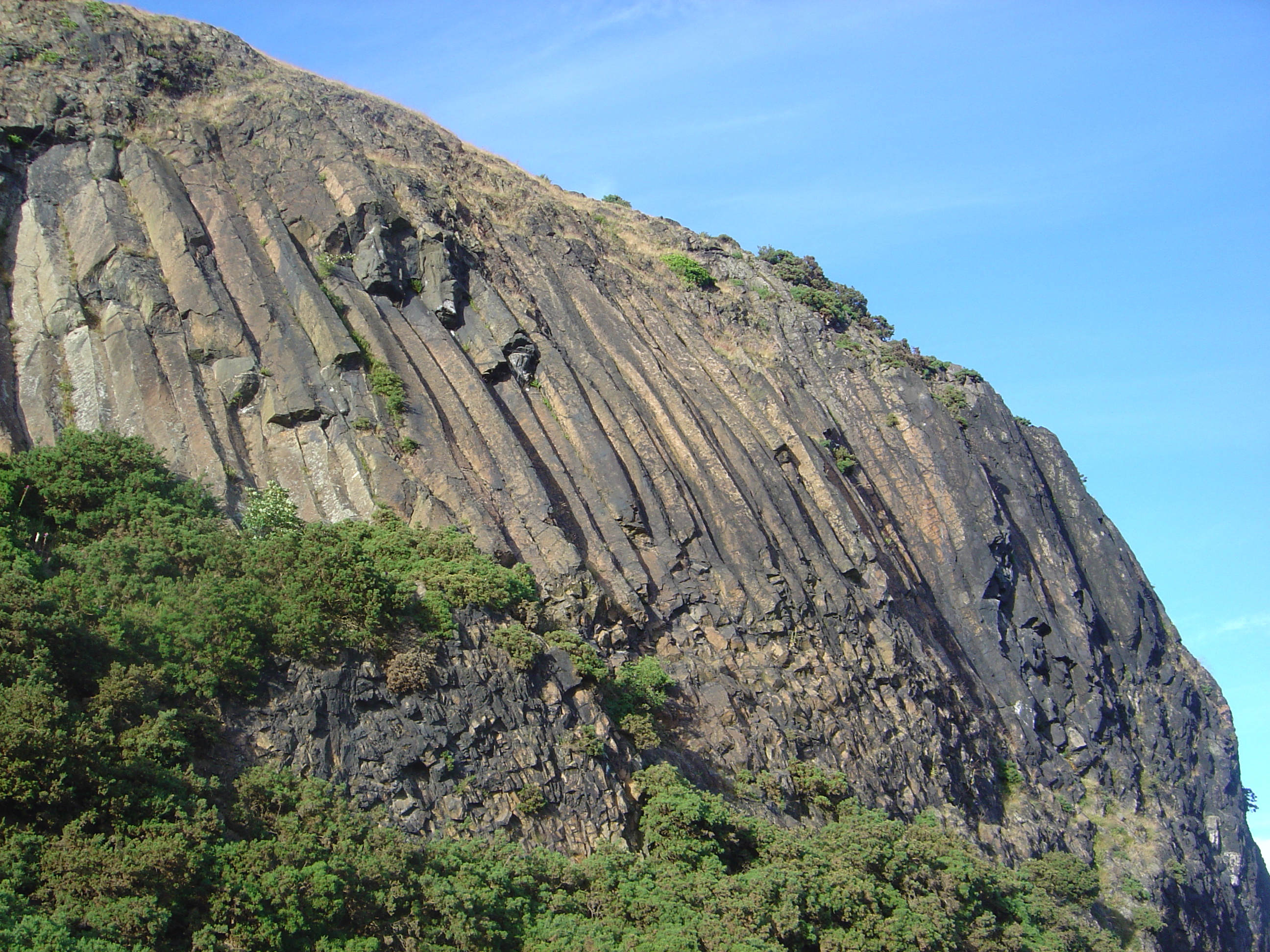
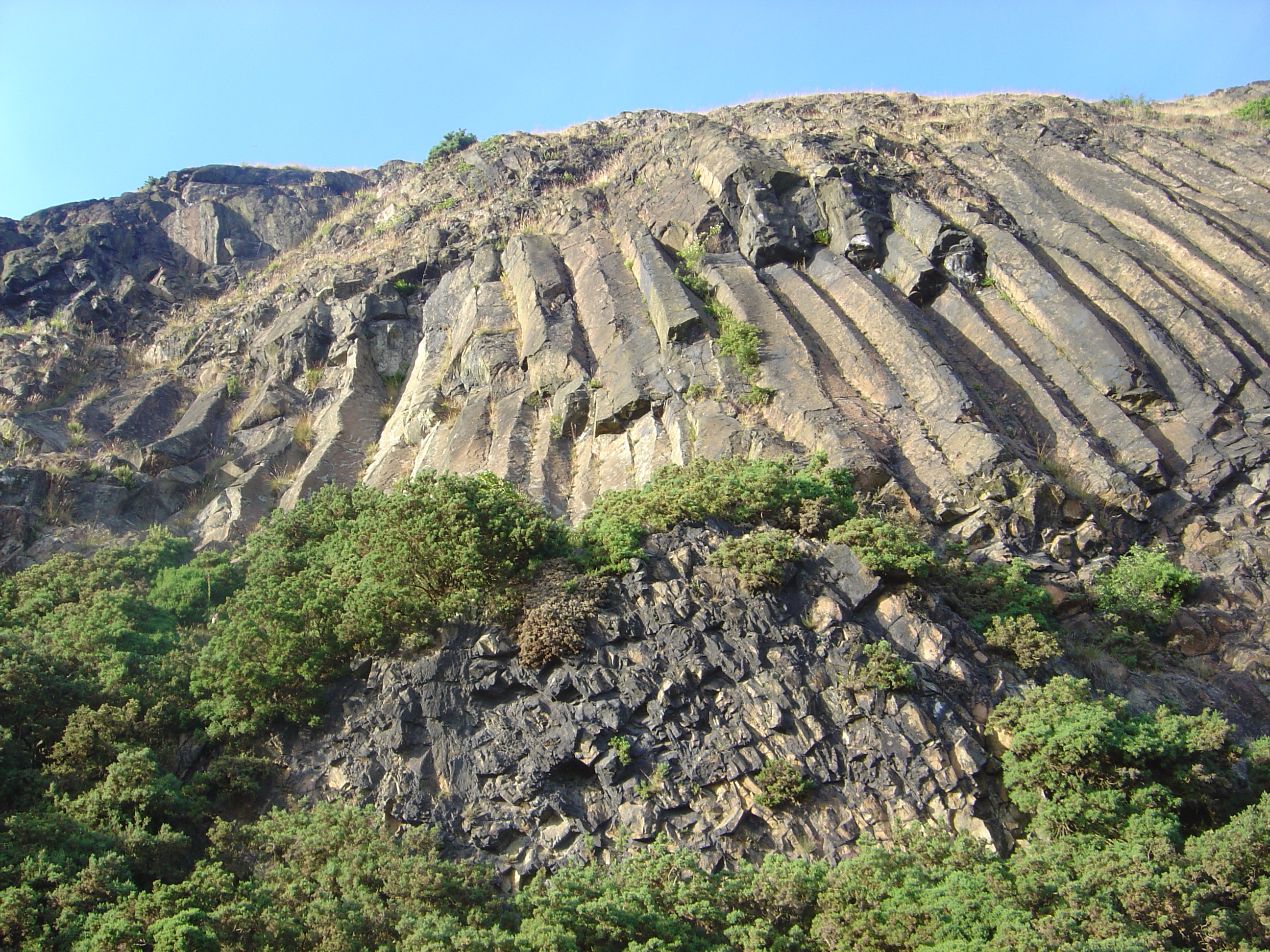
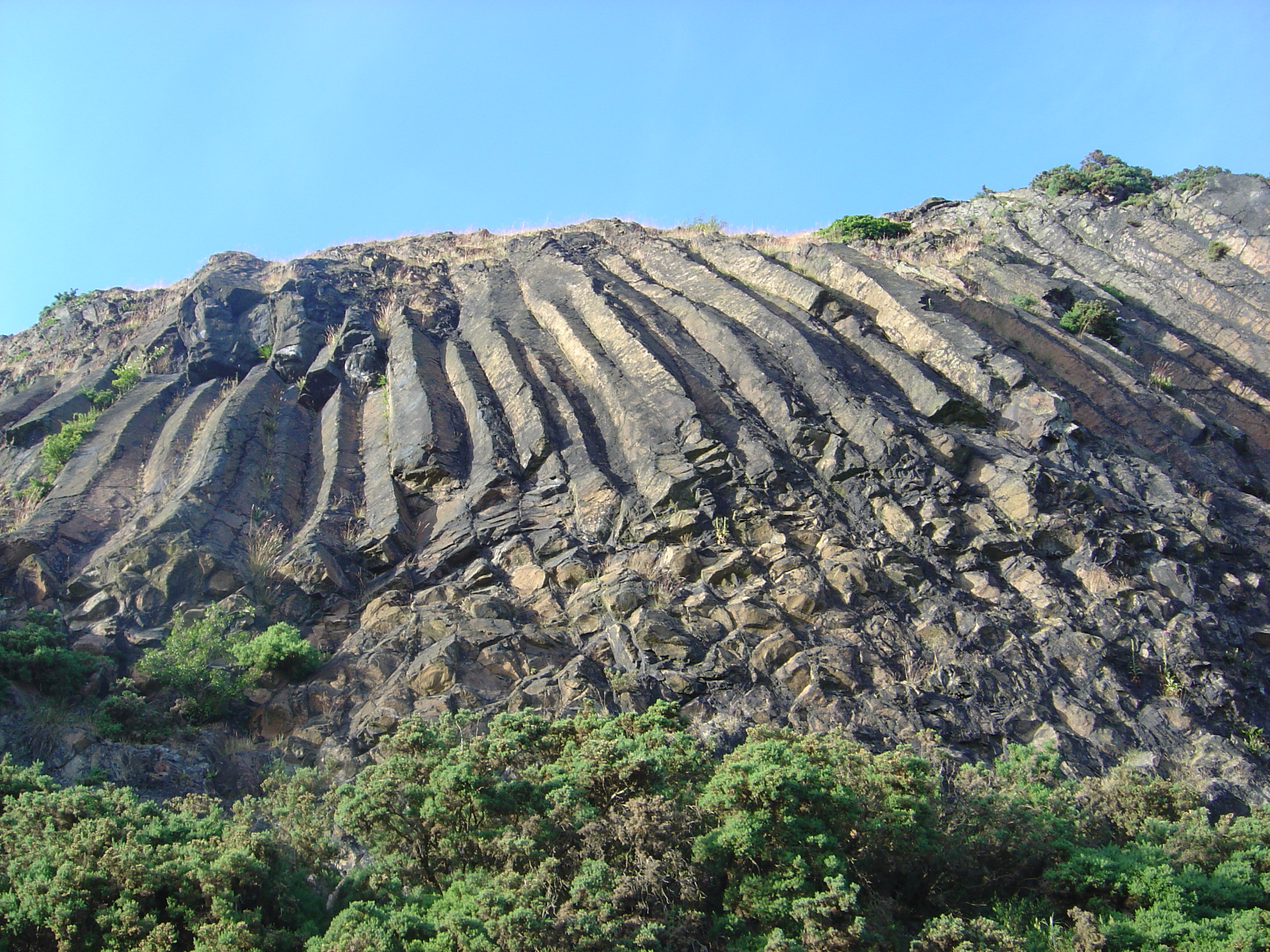
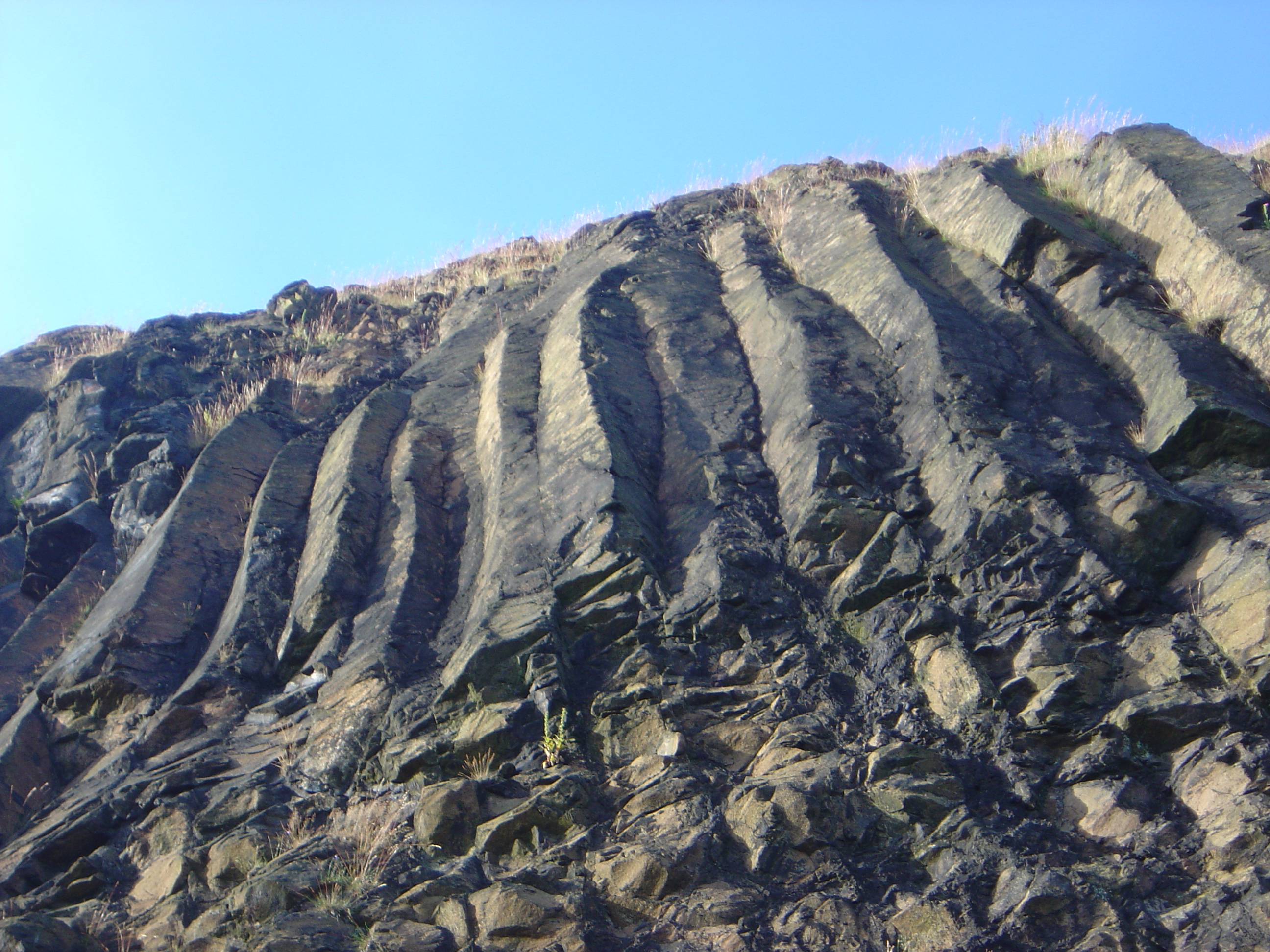

### St Margaret's Loch

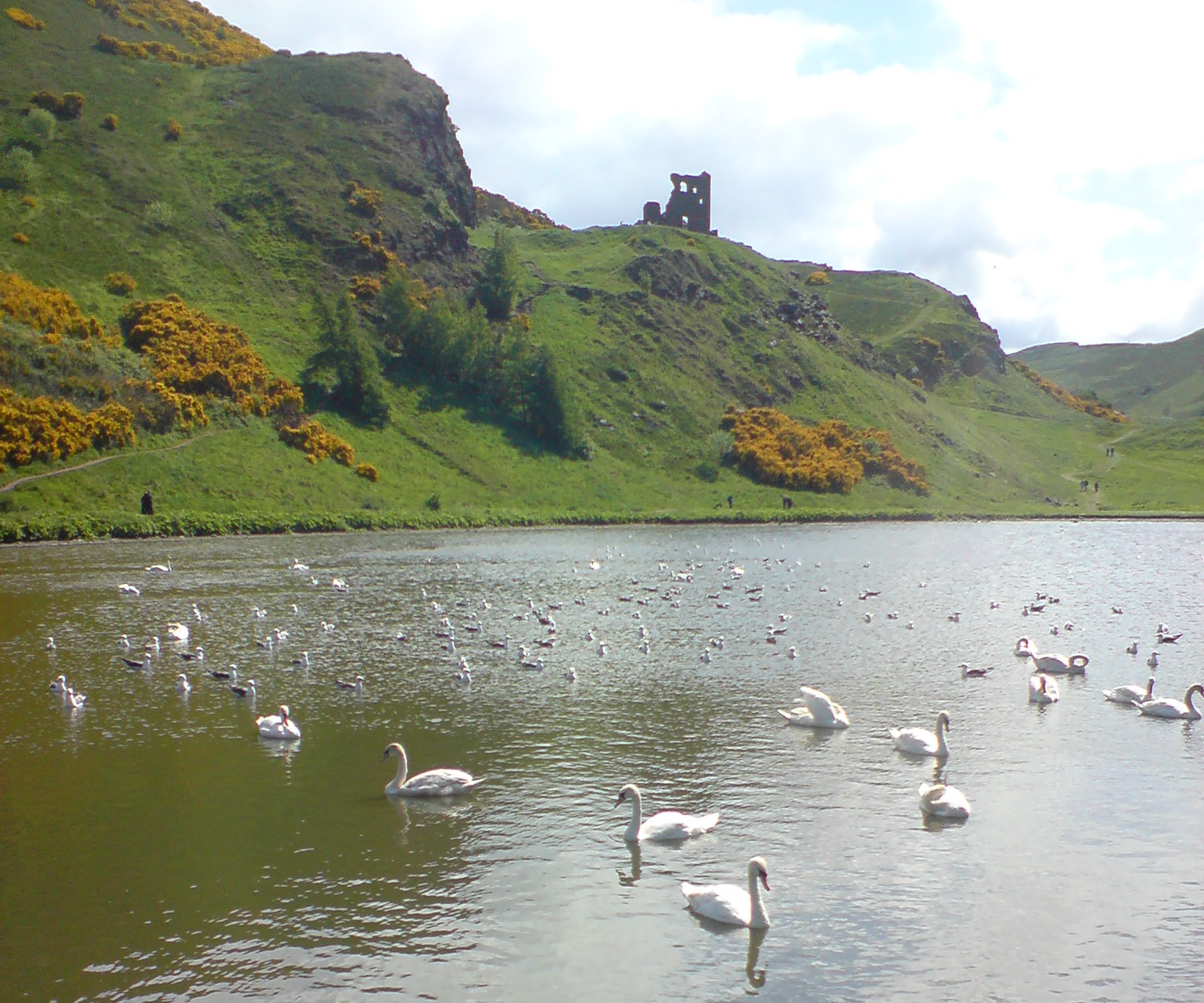
Widok na południe ponad St Margaret's Loch, w kierunku Kaplicy Św. Antoniego

Jezioro Św. Małgorzaty (St Margaret's Loch) to płytkie sztuczne jezioro (ang. loch) na południe od Queen’s Drive. Jest odległe o ok. 500 m od Pałacu Holyrood i około 100 m w kierunku północnym od ruiny Kaplicy Św. Antoniego. Niegdyś bagniste moczary, jezioro powstało w 1856 r. w ramach realizacji planów innowacyjnych Księcia Alberta związanych z otoczeniem pałacu. Jezioro było wykorzystywany jako staw wodniacki i zamieszkuje go dziś liczna populacja kaczek, gęsi i łabędzi.

### Inne obiekty geograficzne
Wśród pozostałych obiektów geograficznych wymienić należy Haggis Knowe (Pagórek Haggis), Whinny Hill (Górka Whinny) oraz ściekające do St Margaret's Loch bagno Hunter's Bog.

## Dziedzictwo kulturowe
Istnieją ślady prehistorycznych fortyfikacji na terenie parku, w szczególności na skalistym pagórku ponad Dunsapie Loch. Pozostałości tarasów rolnych można znaleźć na wschodnich zboczach Góry Artura.

### Opactwo Holyrood
Zrujnowane dziś opactwo augustiańskie Holyrood zostało powołane w 1128 z rozkazu króla Dawida I Szkockiego w jego parku łowieckim, w którym polowano na zwierzynę płową. Opactwo funkcjonowało do XVI wieku. Przez krótki czas wykorzystywane było jako kaplica królewska przez Jakuba VII, ale ostatecznie uległo zniszczeniu w połowie XVIII w.

### Pałac Holyrood

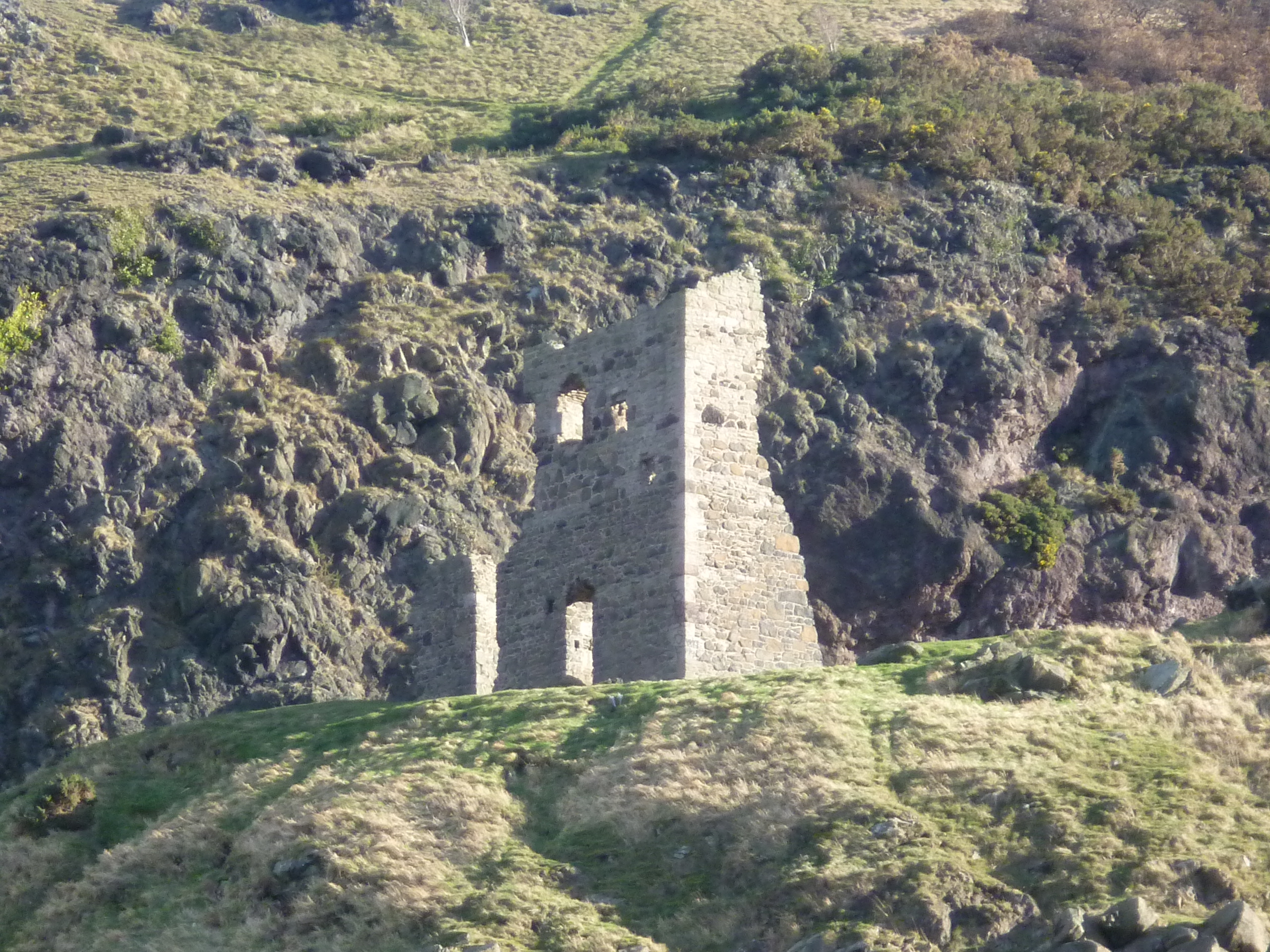
Kaplica Św. Antoniego

U początków swojej historii Pałac Królewski Holyrood (The Royal Palace of Holyroodhouse) stanowiły kwatery w ramach opactwa, które dopiero później przerodziły się w prawdziwy pałac. Jakub IV wybudował pierwsze budynki około 1500 r., jednak większość dzisiejszego kompleksu datuje się na koniec XVII w., gdy pałac został przeprojektowany w stylu neoklasycznym przez Sir Williama Bruce’a. Dziś Pałac pozostaje oficjalną rezydencją monarchy brytyjskiego w Szkocji.

### Kaplica Św. Antoniego
Kaplicę Św. Antoniego (St Anthony's Chapel) wybudowano prawdopodobnie w pierwszej połowie XV w., ale może być starsza. Okoliczności jej powstania nie są jasne, jednak wydaje się bardzo prawdopodobne, że miała związek z pobliskim opactwem. Początkowo była prostokątna, jej ściany miały grubość trzech stóp (0,91 m), a zbudowana była z miejscowego kamienia. Kaplica jest obecnie ruiną: ocalały tylko północna ściana i fragment zachodniej, wraz z częścią budynku gospodarczego.

### Kopiec Muschata

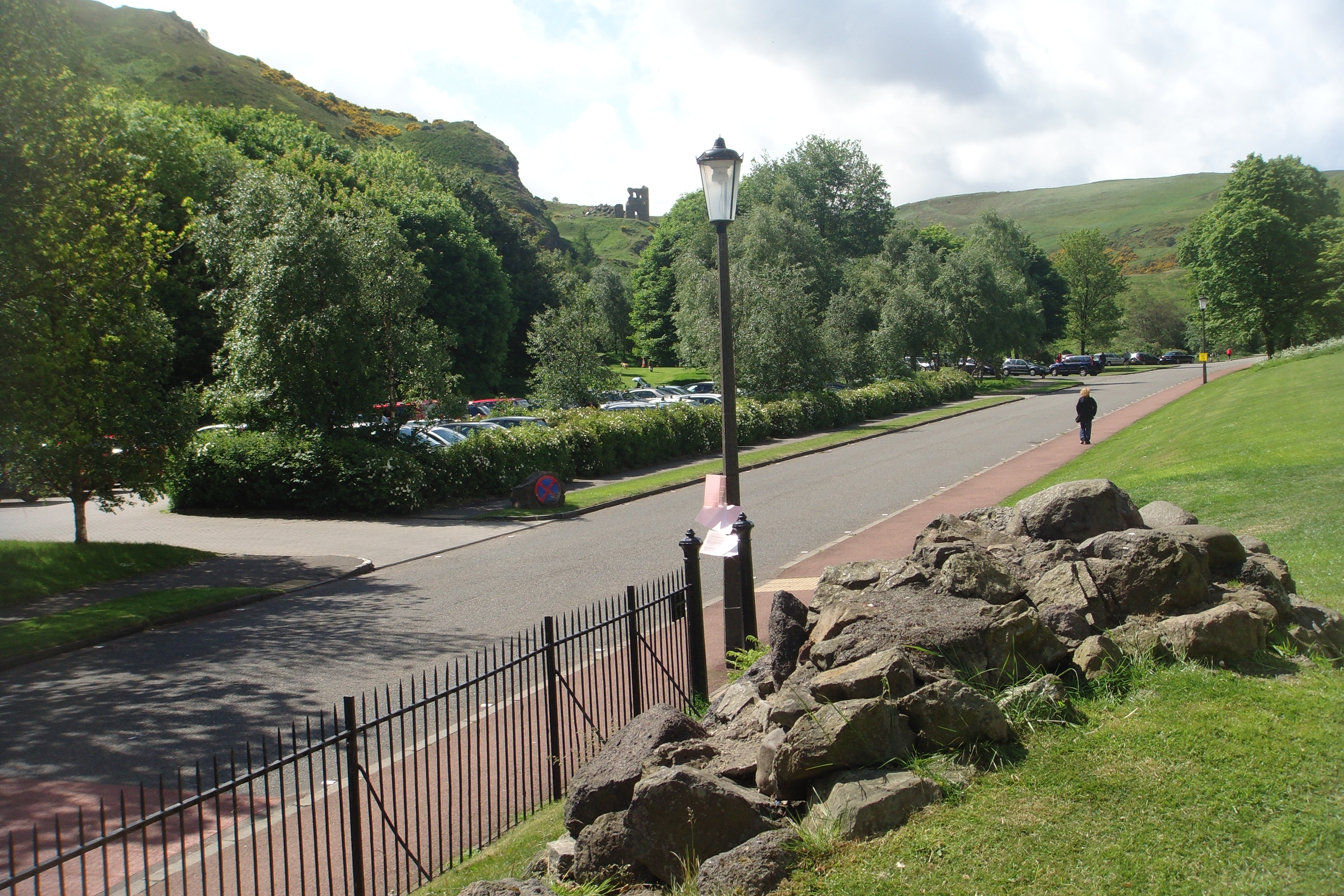
Kopiec Muschata – w oddali widać Kaplicę Św. Antoniego, na górze pośrodku

Muschat's Cairn, Kopiec Muschata, jest usytuowany przy Duke's Walk przy wschodniej krawędzi (Meadowbank) Parku Holyrood. Upamiętnia wydarzenie z 17 października 1720 r., kiedy to Nichol Muschat, chirurg, zaciągnął żonę w pobliskie miejsce i brutalnie ją zamordował. Osądzono go i powieszono za tę zbrodnię. Na procesie powiedział, że po prostu był nią zmęczony.
Dzisiejszy kopiec składa się z kamieni scementowanych razem i został wzniesiony w 1823. Zastąpił wcześniejszy kopiec, który został usunięty ok. 1789 r.
Wcześniejszy kopiec powstał w przeciągu kilku lat za sprawą zwyczaju kładzenia na nim kamieni „in token of the people's abhorrence and reprobation of the deed” – na dowód ludzkiej odrazy i potępienia tego postępku. Znajdował się nieco dalej na zachód. Walter Scott umiejscowił go o furlong na wschód od Kaplicy Św. Antoniego. Scott przywołuje kopiec kilkukrotnie w powieści The Heart of Midlothian wyznaczając tu miejsce schadzek Jeanie Deans z banitą George’em Robertsonem. Miejsce tak zwanego Domku Jeanie Deans (Jeanie Deans Cottage) również można znaleźć w Parku Holyrood na południowym krańcu St Leonards Bank.